# Emirates Towers

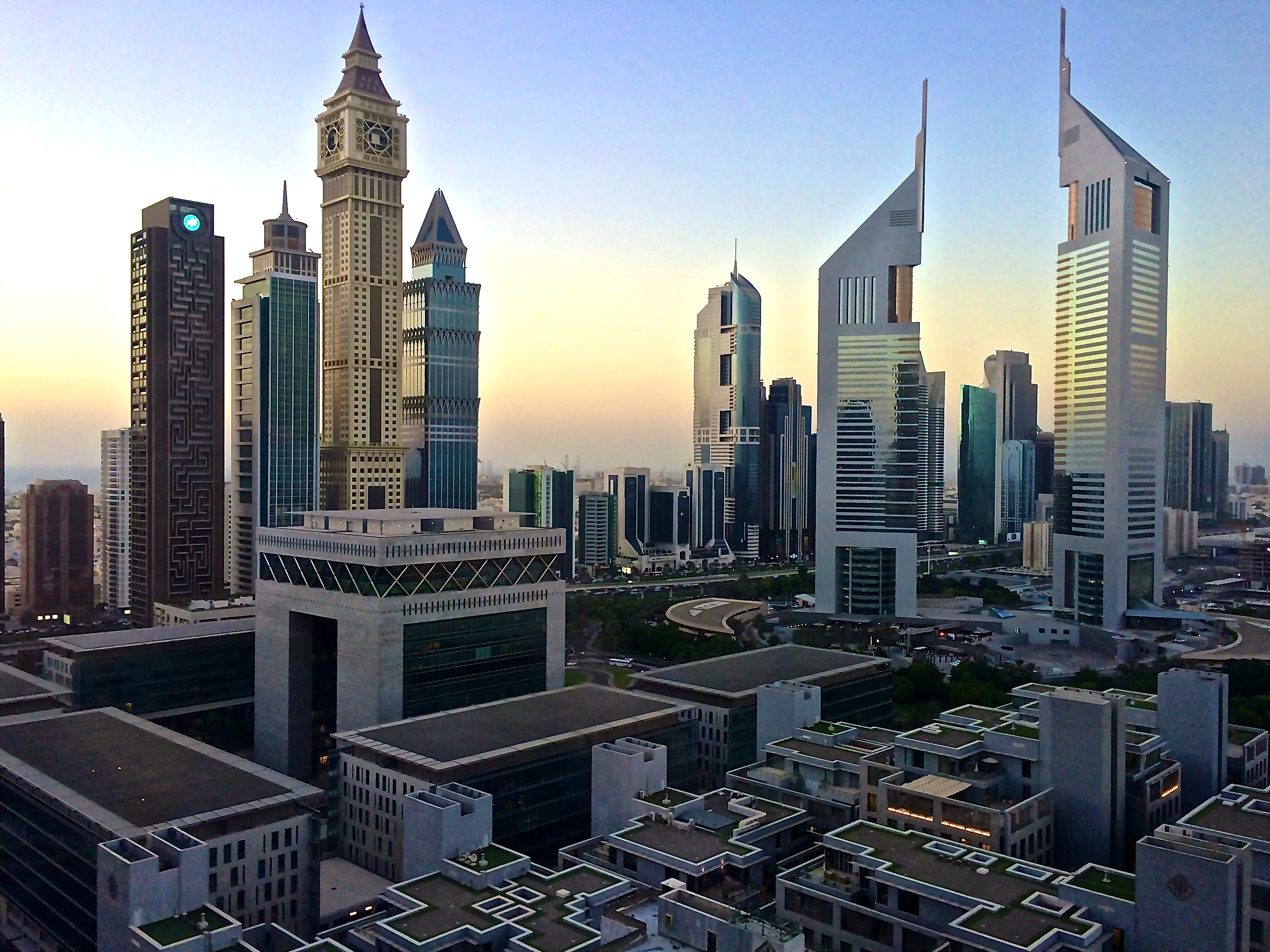
Emirates Towers ao amanhecer.

A Emirates Towers é um complexo da qual fazem parte a Emirates Office Tower e a Emirates Towers Hotel. As duas torres, de 355 (1,163 ft) e 309 metros (1,014 ft), respectivamente, são a 12ª e a 29ª maiores estruturas do mundo. As duas torres ocupam 9,000 m², e estão localizadas no complexo chamado "The Boulevard". O complexo fica localizado na Sheikh Zayed Road na cidade de Dubai, nos Emirados Árabes Unidos, e são um símbolo da cidade de Dubai.
Uma curiosidade do design das torres é que elas possuem uma similaridade no número de andares; a torre de escritórios tem atualmente 54 andares, enquanto o hotel tem 56. Isso porque os andares mais altos da torre de escritórios são maiores em espaço, gerando essa diferença com o hotel.
O complexo das Emirates Towers é fixado em mais de 570,000 m² (42 acres) de jardins, com lagos, cachoeiras e áreas públicas. Há vagas para até 1.800 carros.